# フェルナンド・ゴンサレス・バレンシアガ
ナンド（Nando）ことフェルナンド・ゴンサレス・バレンシアガ（Fernando González Balenciaga、1921年2月1日 - 1988年1月3日）は、スペイン・バスク州ゲチョ出身の元サッカー選手、元サッカー指導者。現役時代のポジションはMF。

## 経歴
1940年代のアスレティック・ビルバオを代表する選手として、同クラブで公式戦275試合に出場した。また、1950年にはスペイン代表として1950 FIFAワールドカップへ参加したが、出場機会は訪れなかった。
1953-54シーズン終了後、ラシン・サンタンデールで現役を引退。以降は指導者の道に進み、古巣のラシン・サンタンデールやCDオウレンセといったクラブを率いた。

## タイトル

### クラブ
アスレティック・ビルバオ
- プリメーラ・ディビシオン : 1回 (1942-43)
- コパ・デル・レイ : 4回 (1942-43, 1943-44, 1944-45, 1949-50)
- コパ・エバ・ドゥアルテ : 1回 (1950-51)